# Ниардо
Ниа̀рдо (на италиански: Niardo, на източноломбардски: Gnàrt, Нярт) е село и община в Северна Италия, провинция Бреша, регион Ломбардия. Разположено е на 443 m надморска височина. Населението на общината е 1995 души (към 2011 г.).